# 오프와테크
오프와테크(폴란드어: opłatek) 또는 칼레다이티스(리투아니아어: kalėdaitis)는 폴란드, 슬로바키아, 리투아니아 등 중앙유럽의 나라들에서 크리스마스에 먹는 납작빵이자 웨이퍼이다.
오프와테크와 같은 웨이퍼 빵에는 신선한 밀가루와 물이 사용된다. 모양은 직사각형 모양이며, 매우 얇은 것도 특징이다.

## 관습
오프와테크는 주로 크리스마스 이브에 제공된다. 빵을 먹기 전에 모종의 행사를 치르는 경우도 많다. 관습으로부터 비롯된 이 행사는 가장 나이가 많은 가족 구성원이 큰 빵을 쪼개는 것으로부터 시작된다. 남은 빵은 다른 구성원으로 전해지며, 이 행사는 모든 구성원이 빵을 받을 때까지 계속된다. 마지막으로, 가족 구성원들은 빵을 조용히 먹는다.

## 역사
오프와테크를 쪼개는 것은 10세기 경 폴란드에서 시작된 관습이다. 이 관습은 대대로 이어지면서 슬로바키아 등 동유럽 국가로 퍼지게 되었으며, 대대로 이어진 이 관습은 폴란드 전통으로서 사랑을 받게 되었다.
폴란드와 중앙유럽의 일부 지방에서는 오프와테크가 여러 색으로 염색되어 장신구로 쓰는 사람들도 생겨났다. 그들은 빵과 작은 장신구로 크리스마스 카드를 만들어 보내기도 하였다.

## 같이 보기
- 크리스마스
- 웨이퍼
- 중앙유럽